# На покое (рассказ)
«На покое» — рассказ Александра Куприна, опубликованный в 1902 году. 

## История создания и публикации
Рассказ «На покое» был опубликован в журнале «Русское богатство», в 11-м номере за 1902 год.
Куприн работал над ним в июле 1902 года. По завершении его в августе писатель отправил рукопись в редакцию петербургского журнала «Русское богатство» (его редактору Николаю Михайловскому). Однако получив оттиск Куприн пожелал внести в текст изменения, о чём он сообщил в переписке с Михайловским в сентябре. Он хотел сократить некоторые на его взгляд затянутые диалоги, а также переписать некоторые эпизоды. В частности он указывал на сон старого актёра в самом конце рассказа, в котором он интуитивно чувствовал, что изобразил какую-то реальную персону, но не мог понять какую и хотел нивелировать возможные сравнения.
Куприн был достаточно хорошо знаком с актёрской средой, чему способствовала его работа в 1898 году в Сумах в качестве «актёра на выходных днях». Эта деятельность пришлась на период его скитаний по стране, когда он пробовал множество профессий и набирался впечатлений, послуживших богатым материалом для его последующего творчества.

## Сюжет
Действие рассказа происходит осенью 1899 года в «Убежище для престарелых немощных артистов, имени Алексея Ниловича Овсянникова». Этот дом для престарелых актёров размещается в заброшенном барском особняке, он был организован купцом и отцом бродячего актёра, умершего от чахотки и алкоголизма. Отец, который при жизни проклял своего сына, тем не менее в годовщину его смерти основал этот приют. Из-за того, что этот дом находится в глухой провинции или по другим причинам, он практически всегда остаётся пуст. На время действия в рассказе в нём обитают пять человек: 
- Лидин-Байдаров, дольше всех пребывающий в этом приюте, бывший опереточный тенор, «слабоумный, тупой и необыкновенно спесивый мужчина, с трудом носивший на тонких, изуродованных подагрой ногах своё грузное и немощное тело». По утверждению Славянова-Райского, родился в семье шкловского старьёвщика под именем Мовша Розентул.
- Иван Степанович по прозвищу «Стаканыч», старый суфлёр, застенчивый и набожный человек, на досуге мастерящий коробочки из бисера и проволоки, которые он отправляют сыну, объект для сальных шуточек Лидина-Байдарова, «плешивый, беззубый, сморщенный старикашка».
- Меркурий Иванович Славянов-Райский, старый трагик, среди всех обитателей приюта пользовался наибольшей популярностью в годы расцвета своей карьеры, которая очень быстро погасла, с сожителями держится надменно, молчалив.
- Николай Николаевич по прозвищу «Дедушка», в прошлом имевший репутацию хорошего актёра и дельного режиссёра, ныне три месяца не встаёт с кровати, «иссохший и благообразный». Имеет внучку, которая должна была к нему приехать. Знает немецкий.
- Исакий Михаленко, комический актёр, грубый сплетник, помнящий о множестве театральных скандалов и интриг, в высказываниях скабрезностей соревнуется с Лидиным-Байдаровым, «раздутый водянкой, задыхающийся от астмы циник».
  - Тихон — служащий при убежище отставной николаевский солдат. В основном приносит старикам чай и газеты. Воевал в Севастополе.

Их жизнь в «убежище» скучна и уныла. Они даже просыпаются, уже будучи обозлёнными. Все дни проходят одинаково серыми, приятным разнообразием для них служит лишь хождение в город, которое случается редко, ввиду, в частности, отсутствия денег у обитателей дома. 
Однажды, 14 сентября, в убежище остаются только двое, Стаканыч и Дедушка, а остальные трое отправились в город на праздник Воздвижения. Дедушка в предчувствии смерти дарит Стаканычу черепаховый портсигар. Вечером возвращаются остальные обитатели приюта, ругаются друг с другом, однако ночью все просыпаются в непонятной тревоге. Все, кроме Дедушки, который лежит неподвижно, устремив стеклянный взгляд вперёд «с таким строгим и глубоким вдохновением, как будто дедушка думал о чём-то громадном и неизмеримо превышающим все человеческие помыслы».

## Критика
Куприн отправил экземпляр своего рассказа писателю Антону Чехову в октябре 1902 года, ещё до его публикации в «Русском богатстве», желая узнать его впечатление от прочитанного, а также подмеченные им недостатки его произведения. Чехов похвалил рассказ Куприна, а среди отрицательных моментов отметил отсутствие чего-либо новаторского в описании актёров, излишние и утомительные, на его взгляд, описания наружностей актёров в начале произведения, а также излишества в описании грубостей, пьянства:
Пять определенно изображенных наружностей утомляют внимание и в конце концов теряют свою ценность. Бритые актёры похожи друг на друга, как ксендзы, и остаются похожими, как бы старательно Вы ни изображали их
Куприн по его отзыву решил исправить недочёты, внеся исправления в рассказ. Но так как это было сделано им ещё в корректуру журнального текста, в последующих изданиях «На покое» этих изменений, связанных с критикой Чехова, не было.
Критики хвалили рассказ за достоверность в описании актёрской среды, обнаруживая в нём личный опыт наблюдений писателя. Писатель и друг Куприна Борис Лазаревский в письме к Чехову хвалил рассказ «На покое», отмечая достоверность в изображении его героев.
В. Н. Афанасьев в своём критико-биографическом очерке высказал мнение, что мрачные мотивы, характерные для рассказов «На покое» и «В цирке», явились следствием тревоживших во время их создания мыслей Куприна о краткости и бессмысленности пребывания людей на земле.